# Latvijas Pasts
VAS Latvijas Pasts est le principal opérateur postal en Lettonie
1. ↑  « https://company.lursoft.lv/en/latvijas-pasts/40003052790 »
2. 1 2 3 4  « https://info.ur.gov.lv/#/legal-entity/40003052790 »